# Leviathan (группа)
Leviathan — американская блэк-метал-группа, основанная в 1998 году.

## История
Leviathan был основан в Сан-Франциско, США как проект из одного человека Джефом Уайтхедом (англ. Jef Whitehead) под псевдонимом «Wrest». В период с 2000 года по 2002 год Wrest записал 15 демо-записей и выпустил 3 компиляции. В 2003 году вышел дебютный альбом Leviathan «The Tenth Sub Level of Suicide» на лейбле Moribund Records. Этот альбом получил широкую известность во многих андеграунд-кругах. Годом позже Wrest записал 3 сплит-альбома c группами Xasthur и Crebain и 16 июня того же года вышел второй студийный альбом «Tentacles of Whorror» на лейбле Moribund Records. В 2005 году последовал третий полноформатный альбом под названием «A Silhouette in Splinters» на лейбле Profound Lore Records лимитированным тиражом на виниле, но был переиздан на CD лейблом Moribund Records в 2008 году. Позже последовали 2 мини-альбома «The Speed of Darkness» и, несколько сплит-альбомов с группами Sapthuran, Blackdeath и в 24 марта 2008 года вышел четвёртый полноформатный альбом Massive Conspiracy Against All Life на лейбле Moribund Records. После выпуска четвёртого альбома Wrest на некоторое время взял перерыв в Leviathan, в связи из-за судебных разбирательств. В 2011 году проект возобновил деятельность и 8 ноября того же года вышел пятый полноформатный альбом «True Traitor, True Whore» на лейбле Profound Lore Records. Через 4 года 3 марта на лейбле Profound Lore Records выходит шестой студийный альбом «Scar Sighted» лимитированным бокс-сетом, а позже был переиздан на двойном виниле.
3 мая 2016 года лейбл Hammerheart Records объявил, то что первые пять альбомов Leviathan будут переизданы самим же лейблом к осени этого же года.

### Инцидент с «Massive Conspiracy Against All Life»
Через некоторое время после записи альбома «Massive Conspiracy Against All Life» у Джефа начались разногласия с издающим лэйблом Moribund Records, в связи с чем он захотел выпустить альбом на Battle Kommand Records. По условиям контракта с Moribund Records, Джеф не мог выпустить студийный материал Leviathan, запись которого уже была оплачена, на другом лэйбле, поэтому он попытался выпустить альбом под вывеской своего другого проекта — Lurker of Chalice. Владельцы Moribund Records, узнав об этом, инициировали процесс, в результате которого альбом все-таки был издан в своем первоначальном виде.

### Изнасилование девушки Уайтхедом
В начале 2011 года Джеф Уайтхед был арестован в связи с изнасилованием своей 26-летней подруги. Спустя год все с него были сняты все обвинения, а Джефа приговорили к двум годам условно.

## Состав
- Джеф «Wrest» Уайтхед — все инструменты, вокал (1998—2008, 2011 — наши дни)

## Дискография

### Студийные альбомы
- 2003 — The Tenth Sub Level of Suicide
- 2004 — Tentacles of Whorror
- 2005 — A Silhouette in Splinters
- 2008 — Massive Conspiracy Against All Life
- 2011 — True Traitor, True Whore
- 2015 — Scar Sighted

### Мини-альбомы
- 2006 — The Speed of Darkness
- 2006 — The Blind Wound

### Сплит-альбомы
- 2003 — Live in Eternal Sin/The Speed of Darkness (сплит с Iuvenes)
- 2004 — Crebain/Leviathan (сплит с Crebain)
- 2004 — Black Metal Against the World (сплит с Funeral Winds, Ad Hominem и Eternity)
- 2004 — Xasthur/Leviathan (сплит с Xasthur)
- 2005 — Totentanz II/Portrait in Scars (сплит с Blackdeath)
- 2006 — Sapthuran/Leviathan (сплит с Sapthuran)
- 2009 — Sic Luceat Lux (сплит с Acherontas)
- 2014 — Leviathan/Krieg (сплит с Krieg)

### Компиляции
- 2001 — Intolerance
- 2001 — Sacrifice Love at the Altar of War
- 2002 — Verräter
- 2005 — Demos Two Thousand
- 2005 — Howl Mockery at the Cross

### Демозаписи
- 2000 — Leviathan
- 2000 — Time End
- 2000 — Three
- 2000 — MisanthropicNecroBlasphemy
- 2000 — Black of Cult
- 2000 — Shadow of No Light
- 2001 — Seven
- 2001 — Eight
- 2001 — Nine (Inclement Derision)
- 2001 — Ten
- 2001 — Eleven
- 2002 — Howl Mockery at the Cross
- 2002 — White Devil, Black Metal
- 2002 — The Tenth Sub Level of Suicide
- 2002 — Fifteen